# 김성 (야구인)
김성(金星, 1971년 8월 10일 ~ )은 전 KBO 리그 야구 선수의 외야수이다.

## 출신학교
- 덕수상업고등학교
- 영남대학교